# Koné (Neukaledonien)
Koné ist eine französische Gemeinde in der Province Nord in Neukaledonien.

## Geographie
Koné liegt an der humiden Westküste der größten neukaledonischen Insel Grande Terre und schließt auch die Île Pingiane vor der Küste ein. Landeinwärts wird die Gemeinde durch ein Gebirge geprägt, das bis 1041 m Höhe ansteigt. Der höchste Punkt der Gemeinde liegt bei 1014 m in der Nähe des Gipfels des Atheu.
Koné verfügt über einen kleinen Flughafen, der sich rund 2 km vom Stadtzentrum entfernt befindet.

### Ortsteile

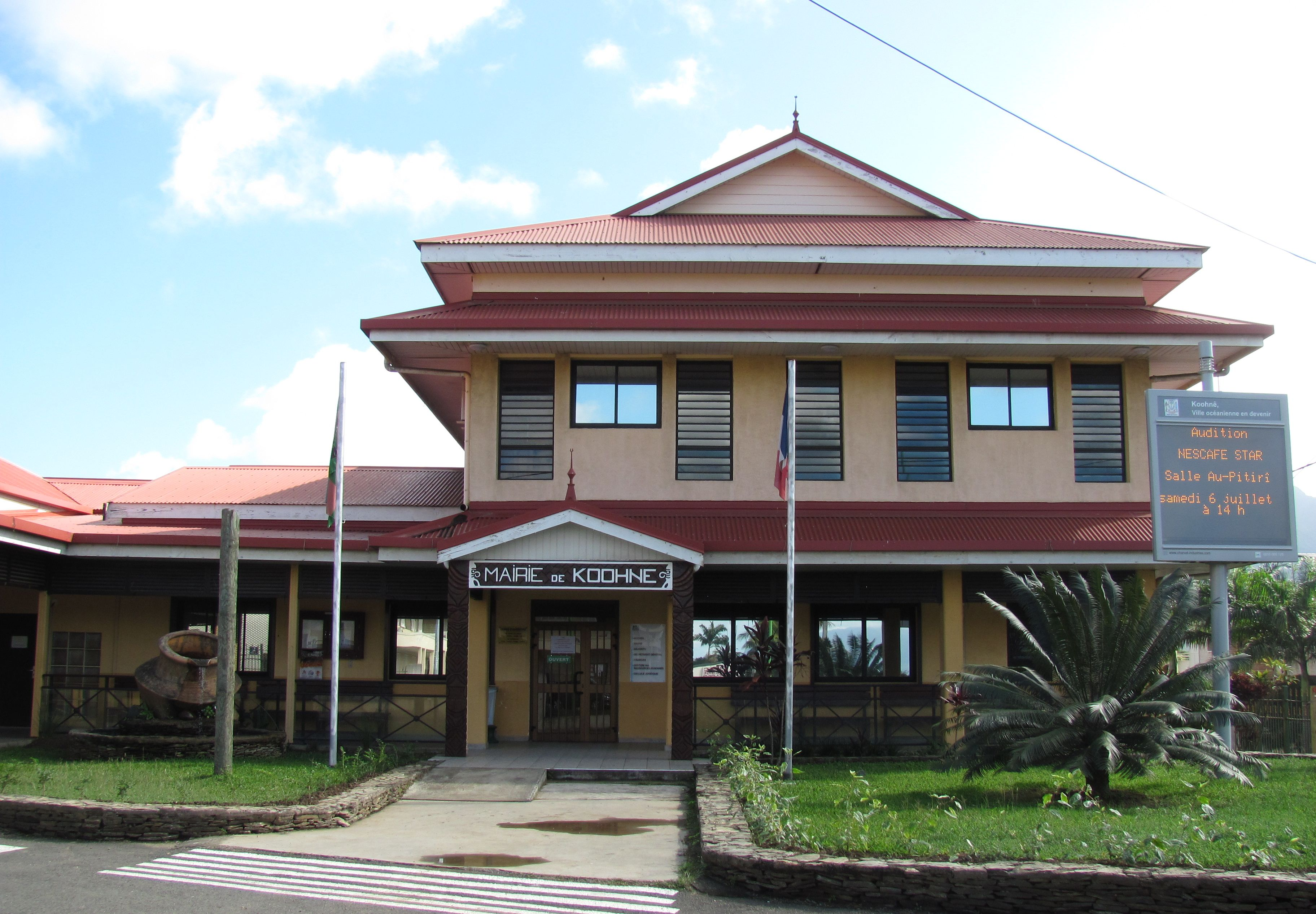
Rathaus von Koné

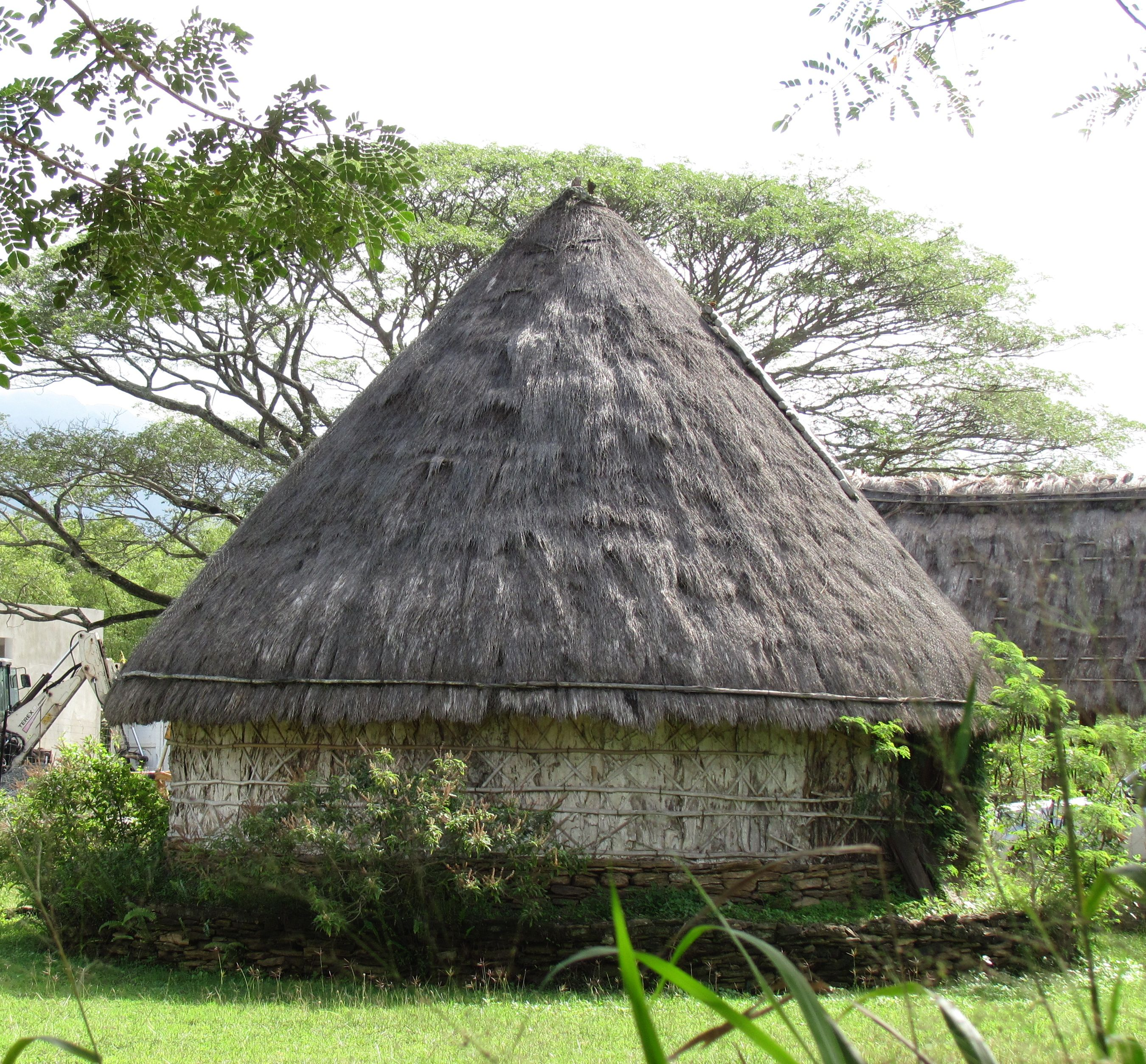
Traditionelle Architektur im Freilichtmuseum

Neben Koné als größtem Ortsteil gehören noch Koniambo und Tiaoué als kleinste Ansiedlungen zur Gemeinde. Auf dem Gebiet Konés leben insgesamt zehn verschiedene Stämme.

### Geschichte
Auf der Foué-Halbinsel unweit von Koné liegt die Fundstelle Lapita (wahrscheinlich 21° 6′ 0″ S, 164° 48′ 30″ O) der ersten ackerbautreibende und keramikführende Lapita-Kultur (ab 1500 v. Chr.) Melanesiens. Hier wurden 1917 die ältesten Spuren einer Siedlung auf Neukaledonien entdeckt, sie bestand aus runden und ovalen Häusern und wurde um 1400–1200 v. Chr. bewohnt.
Koné wurde 1879 als Militärstützpunkt gegründet und erhielt 1887 Stadtrecht. Die Stadt wird seit einigen Jahren planmäßig zu einem Industrie- und Schulzentrum ausgebaut, das im Norden Neukaledoniens einen Gegenpol zur Hauptstadt Nouméa bilden soll. Im benachbarten Voh wurde 2014 die Fabrikanlage Usine du Nord (auch Koniambo Nickel SAS genannt) zur Nickelverarbeitung eröffnet, die sich zu 51 Prozent im Besitz Neukaledoniens befindet. Seit 2020 bilden die drei Städte Koné, Voh und das südlich gelegene Pouembout eine Agglomeration von rund 14.000 Einwohnern.

### Transversale Koné-Tiwaka
Die Route Provinciale Nord 2 (RPN 2), auch als Transversale Koné-Tiwaka bezeichnet, ist eine 72 km lange Verbindungsstraße, die die Städte Koné und Pouembout an der Westküste mit den Orten Touho und Poindimié an der Ostküste verbindet. Sie durchquert die lange Gebirgskette im Inselinneren, die beide Küsten voneinander trennt. Sie erspart eine zeitaufwändige Fahrt um die Nordspitze der Grande Terre. Baubeginn war 1990, nach einem Beschluss der Regierung der Nordprovinz unter der Führung von Jean-Marie Tjibaou, der sich stark für dieses Projekt einsetzte. Die geplanten Baukosten von 1,8 Milliarden CFP-Francs haben sich am Ende auf über 7 Milliarden erhöht, die teilweise vom Europäischen Entwicklungsfonds finanziert wurden. Während des Baus wurde ein neues Stadtzentrum von Koné an dem Abzweig der Transversale südlich der Stadt mit großem Verwaltungszentrum der Provinzregierung, sechs Schulen, einem Einkaufs- und Kulturzentrum, einem Sportkomplex und 2000 Wohnungen errichtet.

## Bevölkerung
| Bevölkerungsentwicklung in Koné | Bevölkerungsentwicklung in Koné | Bevölkerungsentwicklung in Koné | Bevölkerungsentwicklung in Koné | Bevölkerungsentwicklung in Koné | Bevölkerungsentwicklung in Koné | Bevölkerungsentwicklung in Koné | Bevölkerungsentwicklung in Koné | Bevölkerungsentwicklung in Koné | Bevölkerungsentwicklung in Koné | Bevölkerungsentwicklung in Koné | Bevölkerungsentwicklung in Koné |
| ------------------------------- | ------------------------------- | ------------------------------- | ------------------------------- | ------------------------------- | ------------------------------- | ------------------------------- | ------------------------------- | ------------------------------- | ------------------------------- | ------------------------------- | ------------------------------- |
| Einwohner                       | 2037                            | 2340                            | 2557                            | 2479                            | 2919                            | 2919                            | 4088                            | 4500                            | 5199                            | 7340                            | 8144                            |
| Jahr                            | 1956                            | 1963                            | 1969                            | 1976                            | 1983                            | 1989                            | 1996                            | 2004                            | 2009                            | 2014                            | 2019                            |

| Ethnische Verteilung | Ethnische Verteilung | Ethnische Verteilung | Ethnische Verteilung | Ethnische Verteilung |
| -------------------- | -------------------- | -------------------- | -------------------- | -------------------- |
| Kanaken              | Europäer             | Gemischt             | Polynesier           | Andere               |
| 57,7 %               | 14,4 %               | 12,7 %               | 1,8 %                | 13,4 %               |

## Sehenswürdigkeiten
Das Rathaus wurde Ende 2006 eingeweiht. In seinem Innern sind Fresken und Skulpturen des einheimischen Künstlers Kiki Poma beachtenswert. Unweit davon erinnert ein Denkmal an die Neukaledonier aus Koné und Umgebung, die für Frankreich im Ersten und Zweiten Weltkrieg ihr Leben ließen.
Die weithin sichtbare katholische Kirche mit ihrer markanten dreieckigen Form und einem Giebelreiter an Stelle eines Kirchturmes wurde 1954 eingeweiht, sie geht auf eine 1891 gegründete Missionsstation zurück.
Das Freilichtmuseum und Kulturzentrum Centre culturel provincial de Koohnée, das aus einem um 1880 erbauten hochherrschaftlichen Landhaus und mehreren im traditionellen Baustil erbauten Hütten verschiedener Volksstämme besteht, befindet sich etwa 3 km südöstlich des Stadtzentrums unweit des Flusses Koné. Hier werden auch Theaterstücke aufgeführt, Filme gezeigt und Konzerte gegeben.